# 遠3キロパーセク渦状腕

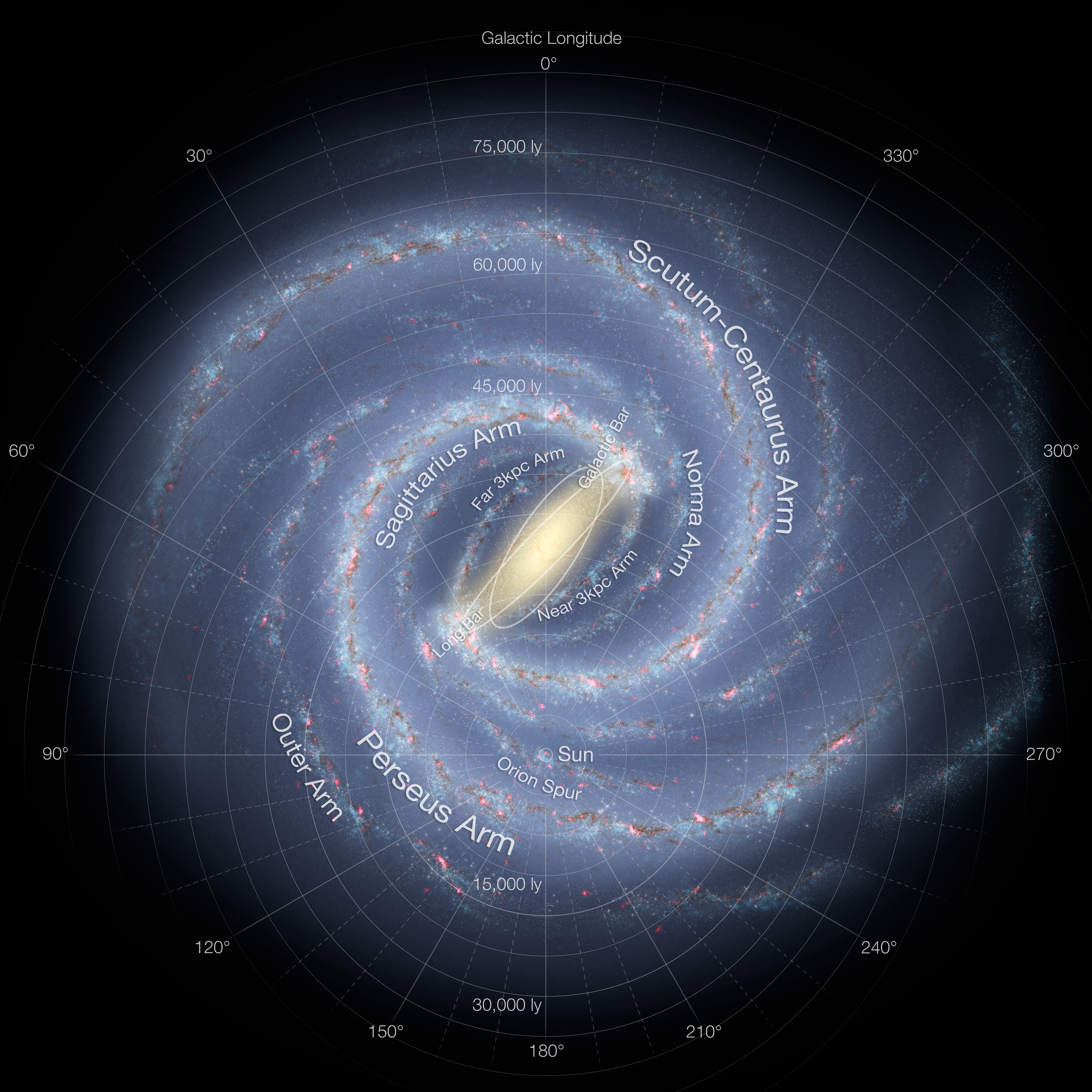
銀河系の渦構造の想像図。遠3キロパーセク渦状腕は、中心下、銀河バルジの左側にある。

遠3キロパーセク渦状腕(Far 3 kpc Arm)は、2008年にハーバード・スミソニアン天体物理学センターのトーマス・デイムらによって発見された銀河系の渦状腕である。アメリカ天文学会の第212回会合で発表された。第1宇宙域の、銀河核から約3kpcの距離にある。その存在が1950年代中盤から知られていた近3キロパーセク渦状腕とともに、銀河系の単純な対称性を作っている。
トーマス・デイムと、共同研究者のパトリック・タデウスは、セロ・トロロ汎米天文台に設置された直系1.2mのミリ波望遠鏡で得られたデータを分析した。彼らは一酸化炭素探索で渦状腕の存在を検出し、後にオーストラリアで集められた21cm線の電波測定データにより、それを確認した。